# 船城村
船城村（ふなきむら）は、兵庫県氷上郡にあった村。現在の丹波市春日町の西端にあたる。

## 地理
- 河川：黒井川

## 歴史
- 1889年（明治22年）4月1日 - 町村制の施行により、朝日村・石才村・歌道谷村・坂村（飛地を除く）・野山村・長王村・牛河内村（飛地を除く）・山田村（飛地を除く）・新才村（飛地を除く）および古河村・大崎村・北野村・稲塚村の各飛地の区域をもって発足。
- 1955年（昭和30年）3月20日 - 黒井町・春日部村・大路村・国領村と合併して春日町が発足。同日船城村廃止。

## 交通

### 鉄道路線
旧村域を日本国有鉄道の福知山線が通過したが、駅は所在しなかった。

### 道路
- 国道175号